# Briefmarken-Ausgaben der französischen Zone Baden
Die Briefmarken-Ausgaben aus der französischen Zone Baden wurden zwischen dem 1. Mai 1947 und dem 4. Oktober 1949 herausgegeben. Zuvor wurden bereits zwischen 1945 und 1947 allgemeine Ausgaben herausgegeben, die in der kompletten französischen Besatzungszone gültig waren, also auch im heutigen Baden-Württemberg, Rheinland-Pfalz und dem Saarland. 
Die insgesamt 57 Briefmarken und drei Briefmarkenblocks mit je vier Marken der Alliierten Besatzungsmacht unterscheiden sich in zwei Serien. Die erste Serie (Michel-Nummern 1 bis 13) wurde ab Mai 1947 in Reichsmarkwährung herausgegeben und war bis zum 20. Juni 1948 gültig. Danach wurden nur noch Zehnfachfrankaturen bis zum 23. Juni 1948 in sehr seltenen Fällen geduldet. Mit der Währungsreform und der Einführung der Deutschen Mark wurden Neuausgaben notwendig. Die motivgleichen Marken unterscheiden sich hauptsächlich durch geänderte Farben und zum Teil neue Wertstufen. Ab dem 3. Oktober 1949 konnten diese Marken im gesamten Bundesgebiet (Trizone) sowie in den österreichischen Zollausschlussgebieten (Kleinwalsertal und Jungholz) sowie ab dem 27. Oktober 1949 auch in den Westsektoren von Berlin bis zum jeweiligen Ende der Gültigkeit verwendet werden, maximal 31. März 1950. 
Durch Verfügung 191/1949 des Postzentralamtes der französischen Zone wurden ab dem 19. September 1949 die Briefmarken der Bundesrepublik Deutschland auch in Baden verkauft. Die Zwangszuschlagsmarke Notopfer Berlin musste am 1. und 2. Juli 1949 und dann ab 17. Juli 1949 bis 31. März 1956 verwendet werden. Laut Bad. Gesetz- und Verordnungsblatt 28/1949 vom 21. Juni 1949 waren die Einnahmen neben Berlin auch für Kehl bestimmt.
Philatelistisch ist das Sammelgebiet abgeschlossen. Der Bund Deutscher Philatelisten hat eine eigene Arbeitsgemeinschaft zu diesem Thema.

## Liste der Ausgaben und Motive
Legende
- Bild: Eine bearbeitete Abbildung der genannten Marke. Das Verhältnis der Größe der Briefmarken zueinander ist in diesem Artikel annähernd maßstabsgerecht dargestellt.
- Beschreibung: Eine Kurzbeschreibung des Motivs und/oder des Ausgabegrundes. Bei ausgegebenen Serien oder Blocks werden die zusammengehörigen Beschreibungen mit einer Markierung versehen eingerückt.
- Werte: Der Frankaturwert der einzelnen Marke:

Rpf = Pfennig zur Reichsmark, auf den Marken allerdings nur als Pf angegeben.
ℛℳ = Reichsmark
Pf = Pfennig zur Deutschen Mark
DM = Deutsche Mark
- Ausgabedatum: Das erstmalige Datum des Verkaufs dieser Briefmarke.
- Gültig bis: Bis zu diesem Tag konnte diese Marke zur Frankatur verwendet werden.
- Auflage: Soweit bekannt, wird hier die zum Verkauf angebotene Anzahl dieser Ausgabe angegeben.
- Entwurf: Soweit bekannt, wird hier angegeben, von wem der Entwurf dieser Marke stammt.
- Mi.-Nr.: Diese Briefmarke wird im Michel-Katalog unter der entsprechenden Nummer gelistet.

| Marken (Werte in Reichsmark)    | |           |                    |                    |            |                             |       |
| Bild                            | Beschreibung | Wert      | Ausgabe- datum     | gültig bis         | Auflage    | Entwurf                     | MiNr. |
|                                 | Persönlichkeiten und Ansichten aus Baden (I) - Johann Peter Hebel                                                        | 2 Rpf     | Dezember 1947      | 20. Juni 1948      | 7.200.000  | Vytautas Kazimieras Jonynas | 1     |
|                                 | - Bodensee Trachtenmädchen                                                                                               | 3 Rpf     | Dezember 1947      | 20. Juni 1948      | 10.100.000 | Jonynas                     | 2     |
|                                 | - Hans Baldung | 10 Rpf    | Dezember 1947      | 20. Juni 1948      | 7.100.000  | Jonynas                     | 3     |
|                                 | - Johann Peter Hebel | 12 Rpf    | 10. Mai 1947       | 20. Juni 1948      | 37.200.000 | Jonynas                     | 4     |
|                                 | - Bodensee Trachtenmädchen                                                                                               | 15 Rpf    | Dezember 1947      | 20. Juni 1948      | 10.000.000 | Jonynas                     | 5     |
|                                 | - Schloss Rastatt | 16 Rpf    | Dezember 1947      | 20. Juni 1948      | 6.000.000  | Jonynas                     | 6     |
|                                 | - Hans Baldung | 20 Rpf    | Januar 1948        | 20. Juni 1948      | 10.100.000 | Jonynas                     | 7     |
|                                 | - Schloss Rastatt | 24 Rpf    | 1. Mai 1947        | 20. Juni 1948      | 35.000.000 | Jonynas                     | 8     |
|                                 | - Bodensee Trachtenmädchen                                                                                               | 45 Rpf    | Juli 1947          | 20. Juni 1948      | 5.000.000  | Jonynas                     | 9     |
|                                 | - Johann Peter Hebel | 60 Rpf    | Januar 1948        | 20. Juni 1948      | 5.000.000  | Jonynas                     | 10    |
|                                 | - Hans Baldung | 75 Rpf    | Juni 1947          | 20. Juni 1948      | 5.000.000  | Jonynas                     | 11    |
|                                 | - Höllental im Schwarzwald                                                                                               | 84 Rpf    | August 1947        | 20. Juni 1948      | 5.000.000  | Jonynas                     | 12    |
|                                 | - Freiburger Münster | 1 ℛℳ      | August 1947        | 20. Juni 1948      | 5.000.000  | Jonynas                     | 13    |
| Marken (Werte in Deutsche Mark) | |           |                    |                    |            |                             |       |
| Bild                            | Beschreibung | Werte     | Ausgabe- datum     | gültig bis         | Auflage    | Entwurf                     | MiNr. |
|                                 | Persönlichkeiten und Ansichten aus Baden (II) - Johann Peter Hebel                                                       | 2 Pf      | 21. Juni 1948      | 31. Dezember 1949  | unbekannt  | Jonynas                     | 14    |
|                                 | - Bodensee Trachtenmädchen                                                                                               | 6 Pf      | 21. Juni 1948      | 31. Dezember 1949  | unbekannt  | Jonynas                     | 15    |
|                                 | - Schwarzwaldmädel | 8 Pf      | Juli 1948          | 31. Dezember 1949  | unbekannt  | Jonynas                     | 16    |
|                                 | - Hans Baldung | 10 Pf     | Juli 1948          | 31. Dezember 1949  | unbekannt  | Jonynas                     | 17    |
|                                 | - Johann Peter Hebel | 12 Pf     | 21. Juni 1948      | 31. Dezember 1949  | unbekannt  | Jonynas                     | 18    |
|                                 | - Bodensee Trachtenmädchen                                                                                               | 15 Pf     | 21. Juni 1948      | 31. Dezember 1949  | unbekannt  | Jonynas                     | 19    |
|                                 | - Schloss Rastatt | 16 Pf     | August 1948        | 31. Dezember 1949  | unbekannt  | Jonynas                     | 20    |
|                                 | - Hans Baldung | 20 Pf     | August 1948        | 31. Dezember 1949  | unbekannt  | Jonynas                     | 21    |
|                                 | - Schloss Rastatt | 24 Pf     | 21. Juni 1948      | 31. Dezember 1949  | unbekannt  | Jonynas                     | 22    |
|                                 | - Schwarzwaldmädel | 30 Pf     | Juli 1948          | 31. Dezember 1949  | unbekannt  | Jonynas                     | 23    |
|                                 | - Stéphanie de Beauharnais                                                                                               | 50 Pf     | 21. Juni 1948      | 31. Dezember 1949  | unbekannt  | Jonynas                     | 24    |
|                                 | - Johann Peter Hebel | 60 Pf     | August 1948        | 31. Dezember 1949  | unbekannt  | Jonynas                     | 25    |
|                                 | - Höllental im Schwarzwald                                                                                               | 84 Pf     | Juli 1948          | 31. Dezember 1949  | unbekannt  | Jonynas                     | 26    |
|                                 | - Freiburger Münster | 1 DM      | Juli 1948          | 31. Dezember 1949  | unbekannt  | Jonynas                     | 27    |
|                                 | Persönlichkeiten und Ansichten aus Baden (III) - Johann Peter Hebel                                                      | 2 Pf      | November 1948      | 31. Dezember 1949  | unbekannt  | Jonynas                     | 28    |
|                                 | - Schloss Rastatt | 4 Pf      | November 1948      | 31. Dezember 1949  | unbekannt  | Jonynas                     | 29    |
|                                 | - Bodensee Trachtenmädchen                                                                                               | 5 Pf      | November 1948      | 31. Dezember 1949  | unbekannt  | Jonynas                     | 30    |
|                                 | - Bodensee Trachtenmädchen                                                                                               | 6 Pf      | November 1948      | 31. Dezember 1949  | unbekannt  | Jonynas                     | 31    |
|                                 | - Schwarzwaldmädel | 8 Pf      | Juli 1949          | 31. Dezember 1949  | unbekannt  | Jonynas                     | 32    |
|                                 | - Hans Baldung | 10 Pf     | November 1948      | 31. Dezember 1949  | unbekannt  | Jonynas                     | 33    |
|                                 | - Hans Baldung | 20 Pf     | November 1948      | 31. Dezember 1949  | unbekannt  | Jonynas                     | 34    |
|                                 | - Schloss Rastatt | 40 Pf     | Dezember 1948      | 31. Dezember 1949  | unbekannt  | Jonynas                     | 35    |
|                                 | - Johann Peter Hebel | 80 Pf     | Dezember 1948      | 31. Dezember 1949  | unbekannt  | Jonynas                     | 36    |
|                                 | - Höllental im Schwarzwald                                                                                               | 90 Pf     | Januar 1949        | 31. Dezember 1949  | unbekannt  | Jonynas                     | 37    |
|                                 | Wiederaufbau der Stadt Freiburg im Breisgau - Kornhaus in Freiburg                                                       | 4+16 Pf   | 24. März 1949      | 20. Oktober 1949   | 120.495    | Dietrich                    | 38A   |
|                                 | - Freiburger Münster | 10+20 Pf  | 24. März 1949      | 20. Oktober 1949   | 123.458    | Dietrich                    | 39A   |
|                                 | - Posaunenengel Freiburg                                                                                                 | 20+30 Pf  | 24. März 1949      | 20. Oktober 1949   | 121.529    | Dietrich                    | 40A   |
|                                 | - Fischbrunnen Freiburg                                                                                                  | 30+50 Pf  | 24. März 1949      | 20. Oktober 1949   | 117.783    | Dietrich                    | 41A   |
|                                 | Wohltätigkeits-Ausgabe zugunsten des Deutschen Roten Kreuzes - Wappen von Baden                                          | 10+20 Pf  | 25. Februar 1949   | 15. September 1949 | 600.000    | Eugen Bargatzky             | 42A   |
|                                 | - Wappen von Baden | 20+40 Pf  | 25. Februar 1949   | 15. September 1949 | 600.000    | Eugen Bargatzky             | 43A   |
|                                 | - Wappen von Baden | 30+60 Pf  | 25. Februar 1949   | 15. September 1949 | 600.000    | Eugen Bargatzky             | 44A   |
|                                 | - Wappen von Baden | 40+80 Pf  | 25. Februar 1949   | 15. September 1949 | 600.000    | Eugen Bargatzky             | 45A   |
|                                 | Internationaler Ingenieur-Kongress Konstanz 1949 - Stadtansicht                                                          | 30 Pf     | 22. Juni 1949      | 31. Januar 1950    | 125.250    | Hund                        | 46    |
|                                 | Wohltätigkeitssonderausgabe zum 200. Geburtstag von Johann Wolfgang von Goethe - Relief von Johann Peter Melchior (1775) | 10+5 Pf   | 12. August 1949    | 31. März 1950      | 400.000    | unbekannt                   | 47    |
|                                 | - Zeichnung von Johann Heinrich Lips (1791)                                                                              | 20+10 Pf  | 12. August 1949    | 31. März 1950      | 400.000    | unbekannt                   | 48    |
|                                 | - Relief von Angelika Facius nach einer Büste von Rauch (1820)                                                           | 30+15 Pf  | 12. August 1949    | 31. März 1950      | 400.000    | unbekannt                   | 49    |
|                                 | 100. Jahrestag der Badischen Revolution - Carl Schurz                                                                    | 10+5 Pf.  | 24. August 1949    | 31. März 1950      | 400.000    | Jonynas                     | 50    |
|                                 | - Carl Schurz | 20+10 Pf. | 24. August 1949    | 31. März 1950      | 400.000    | Jonynas                     | 51    |
|                                 | - Carl Schurz | 30+15 Pf. | 24. August 1949    | 31. März 1950      | 400.000    | Jonynas                     | 52    |
|                                 | 100. Todestag von Conradin Kreutzer (1780–1849)                                                                          | 10 Pf.    | 27. August 1949    | 31. März 1950      | 400.000    | Thorweger                   | 53    |
|                                 | 100 Jahre Deutsche Briefmarken - Vierspänner-Postkutsche                                                                 | 10 Pf.    | 17. September 1949 | 31. März 1950      | 400.000    | Meyer                       | 54    |
|                                 | - Postomnibus und Flugzeug                                                                                               | 20 Pf     | 17. September 1949 | 31. März 1950      | 400.000    | Pixa                        | 55    |
|                                 | 75 Jahre Weltpostverein - Posthorn, Weltkugel, Friedenszweig                                                             | 20 Pf     | 4. Oktober 1949    | 31. März 1950      | 400.000    | Meyer und Pixa              | 56    |
|                                 | - Posthorn, Weltkugel, Friedenszweig                                                                                     | 30 Pf     | 4. Oktober 1949    | 31. März 1950      | 400.000    | Meyer und Pixa              | 57    |

### Ganzsachen
Die von Professor Jonynas gestalteten Dauermarken wurden auch für die gängigsten Postkartenportostufen genutzt. Insgesamt gab es sechs verschiedene Hauptausgaben. Ab dem 3. Oktober bis zum 31. Dezember 1949 konnten diese Postkarten auch aus den anderen Bundesländern der Bundesrepublik Deutschland versendet werden. Alle Postkarten wurden in der Druckerei von Franz Burda (heute: Hubert Burda Media) in Offenburg hergestellt.
| Bild | Wert in Pfennig | Ausgabedatum | Ganzsachenart              | Druckverfahren | Besonderheiten | Michel-Nr. |
| ---- | --------------- | ------------ | -------------------------- | -------------- | -------------- | ---------- |
|      | 8               | Mai 1949     | Postkarte                  |                |                | P 1        |
|      | 10              | Mai 1949     | Postkarte                  |                |                | P 2        |
|      | 20              | Mai 1949     | Postkarte                  |                |                | P 3        |
|      | 8/8             | Mai 1949     | Postkarte mit Antwortkarte |                |                | P 4        |
|      | 10/10           | Mai 1949     | Postkarte mit Antwortkarte |                |                | P 5        |
|      | 20/20           | Mai 1949     | Postkarte mit Antwortkarte |                |                | P 6        |